# Maksymilian Goldberg

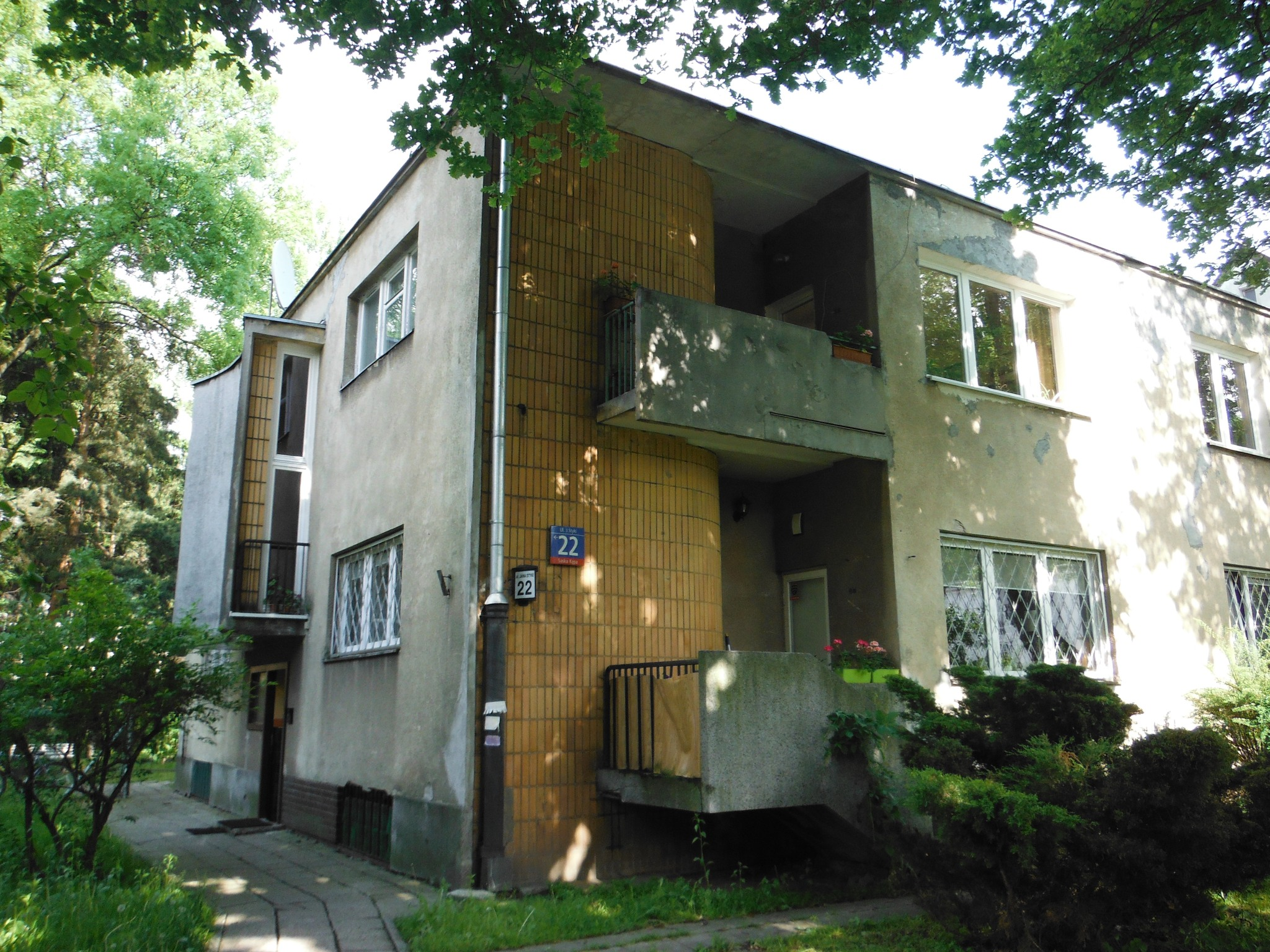
Dom przy ul. Styki 22 według projektu Maksymiliana Goldberga (ok. 1935-1937)

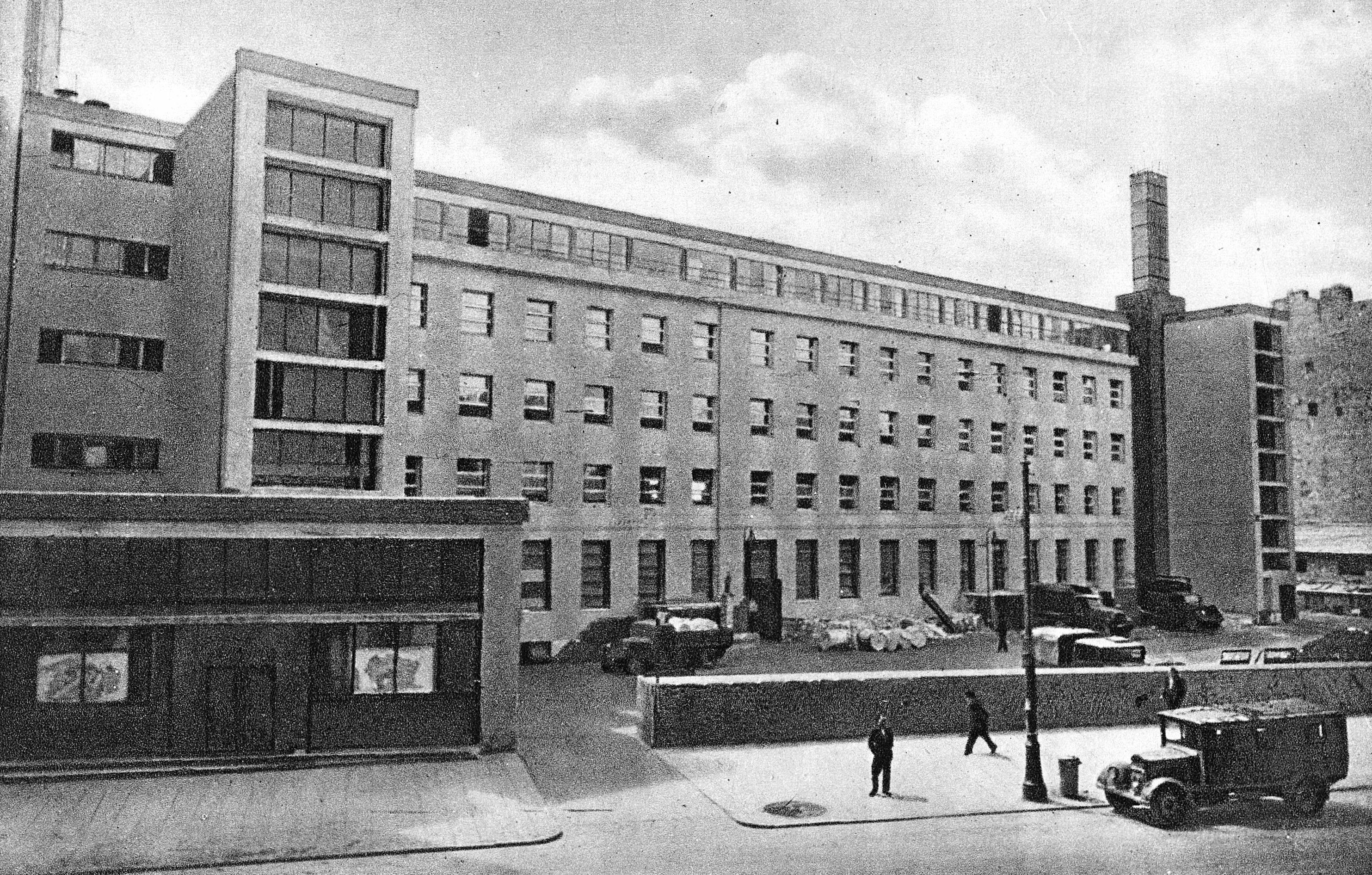
Dom Prasy przy ul. Marszałkowskiej 3/5 (1927–1929)

Maksymilian Goldberg (ur. 25 grudnia 1895 w Warszawie, zm. 12 sierpnia 1942 tamże) – polski architekt pochodzenia żydowskiego.

## Życiorys
Studiował architekturę we Lwowie (1912–1914) i Warszawie (od 1916), gdzie w  1922 uzyskał dyplom z architektury monumentalnej. Od 1916 pracownik Towarzystwa Opieki nad Zabytkami Przeszłości. Współzałożyciel Stowarzyszenia Architektów Polskich. Często współpracował z Hipolitem Rutkowskim. Jego projekty noszą cechy stylu zwanego funkcjonalizmem. Był kuzynem pisarki Ireny Krzywickiej, dla której zaprojektował tzw. Szklany Dom w Podkowie Leśnej.
Współautor (wraz z Hipolitem Rutkowskim) budynku Domu Prasy (drukarnia i siedziba redakcji koncernu prasowego Dom Prasy S.A.), zrealizowanego w latach 1927–1929 z wykorzystaniem istniejącej zabudowy kompleksu fabryki Towarzystwa Akcyjnego Warszawskiej Fabryki Dywanów, uważanego w momencie powstania za jedną z najciekawszych realizacji polskiej architektury nowoczesnej. Autor lub współautor domów przy ul. Marszałkowskiej 8 oraz 56, Sandomierskiej 7, Skolimowskiej 6 i Narbutta 1, a także przebudowy w latach 1925–1927 Dworku Grochowskiego.
Do jego dorobku należą także zrealizowane na warszawskiej Saskiej Kępie:
- dom wielorodzinny przy ul. Walecznych 34 (wspólnie z Hipolitem Rutkowskim, ok. 1936)[8];
- dom wielorodzinny przy ul. Jana Styki 22 (ok. 1935-1937)[9];
- kamienica Wolframów przy ul. Paryskiej 3 (wspólnie z Hipolitem Rutkowskim, ok. 1935)[10];
- willa podwójna Wohlów i Kutrzebów przy ul. Bajońskiej 3/5 (wspólnie z Hipolitem Rutkowskim, 1935-1936)[11][12].

Wśród jego projektów zrealizowanych poza Warszawą były m.in. willa Ireny Krzywickiej w Podkowie Leśnej, dom Muhsamów we Włocławku, urząd pocztowy we Włocławku i  Baranowiczach oraz przebudowa fabryki mgr Klawe w Drwalewie.
Był przewodniczącym komitetu redakcyjnego czasopisma „Architektura i Budownictwo”. Autor licznych artykułów w prasie fachowej.
Zginął w getcie warszawskim.

## Upamiętnienie
W sierpniu 2013 Rada m.st. Warszawy przyjęła uchwałę dotyczącą dębu stojącego przed gmachem przy ul. Styki 22, zaprojektowanym przez Maksymiliana Goldberga. Drzewo ustanowiono pomnikiem przyrody i nadano mu imię: Dąb Maksymiliana Goldberga.